# العقلة المالحة
العقلة المالحة بلدية بدائرة بئر العاتر بولاية تبسة.

## عن البلدية
العقلة المالحة هي بلدية حديثة النشاة تتبع لدائرة بئر العاتر، وتتميز بكونها تحتوي على ثلاث تجمعات سكانية هي: العقلة المالحة، عين زقيق وفم المطلق، يقع مقر البلدية في التجمع السكاني لفم المطلق ويقع مكتب رئيس البلدية في الفرع البلدي لعين الزقيق.
الملاحظ في سير مشاريع البلدية هو استفادتها من مشروع تعبيد طريق الولائي رقم خمسة في جزئه الرابط من مفترق طرق الذي يبعد عن الفرع البلدي عين زقيق بـ2 كلم والفرع البلدي فم الملطلق على طول 17كلم وتحديثه بجسور ومصاريف للمياه على جانبيه.

## جغرافيا
تتبع بلدية العقلة المالحة إداريا إلى دائرة بئر العاتر تشترك مع بلديات تبسة وبئر مقدم والشريعة والماء الأبيض والحمامات في أعلى سلسلة جبلية بالولاية وهي سلسلة جبل الدكان إذ يرتفع هذا الجبل إلى حدود 1714 متر ويحتوي على ثلاث قمم تتجاوز 1600 متر، يظفي هذا الجبل مهابة وبهاء على مدينة تيفاست تبسة وينبع منه وادي رفانة أحد روافد نهر مجردة ووادي ملاق.
تعتبر البلدية أفقر بلدية رغم غناها الطبيعي لاحتوائها على غطاء غابي متمثل في غابات سلسلة جبال بوجلال التي ترتفع إلى حدود 1400 متر.
كما تحتوى على نطاق الحلفاء الممتد على هضبة صخرية تتخللها قطاعات زراعية في غرب البلدية عند حدود جبال تليجان وجبال بوجلال تجري على سطح أرض البلدية عدة أودية جافة تنبع من سلسلة ألدكان وجبال تليجان (1500متر).
1. ↑  مساحة العقلة المالحة نسخة محفوظة 26 يناير 2013 على موقع واي باك مشين. [وصلة مكسورة]